# دليل سي آر سي المرجعي للكيمياء والفيزياء
يعد دليل سي آر سي المرجعي للكيمياء والفيزياء (بالإنجليزية: CRC Handbook of Chemistry and Physics)‏ مصدرًا مرجعيًا شاملاً يتكون من مجلدٍ واحدٍ للبحث العلمي. نُشر لأول مرة عام 1914، وهو حاليًا (اعتبارًا من 2023) في طبعته رقم 104، الصادرة عام 2023. يُطلق عليه أحيانًا اسم "الكتاب المقدس المطاطي" أو "الكتاب المطاطي"، حيث أن اختصار CRC في الأصل يرمز إلى "شركة المطاط الكيميائي".
في طبعة 1962-1963 (3604 صفحة)، احتوى الدليل على عدد لا يحصى من المعلومات لكل فرعٍ من فروع العلوم والهندسة. تشمل الأقسام في تلك الطبعة: الرياضيات، الخواص والثوابت الفيزيائية، الجداول الكيميائية، خواص المادة، الحرارة، جداول الرطوبة والبارومترية، الصوت، الكميات والوحدات، والمتنوعات. تضمنت الإصدارات السابقة أقسامًا مثل "مضادات السموم"، و"قواعد تسمية المركبات العضوية"، و"التوتر السطحي للأملاح المنصهرة"، و"التركيبة المئوية للمحاليل المضادة للتجمد"، و"جهد فجوة الشرارة"، و"الأبجدية اليونانية"، "الموازين الموسيقية"، "الأصباغ والخِضاب"، "مقارنة الأطنان والأرطال"، "المثقاب اللولبي ومقاييس أسلاك الفولاذ"، و"خصائص الغلاف الجوي للأرض على ارتفاعات تصل إلى 160 كيلومتراً". ركزت الإصدارات اللاحقة بشكل حصري تقريبًا على موضوعات الكيمياء والفيزياء وألغت الكثير من المعلومات "الشائعة".
تعد مجموعة نشر سي آر سي بريس ناشرًا رائدًا للكتيبات والمراجع الهندسية والكتب المدرسية في جميع التخصصات العلمية تقريبًا.

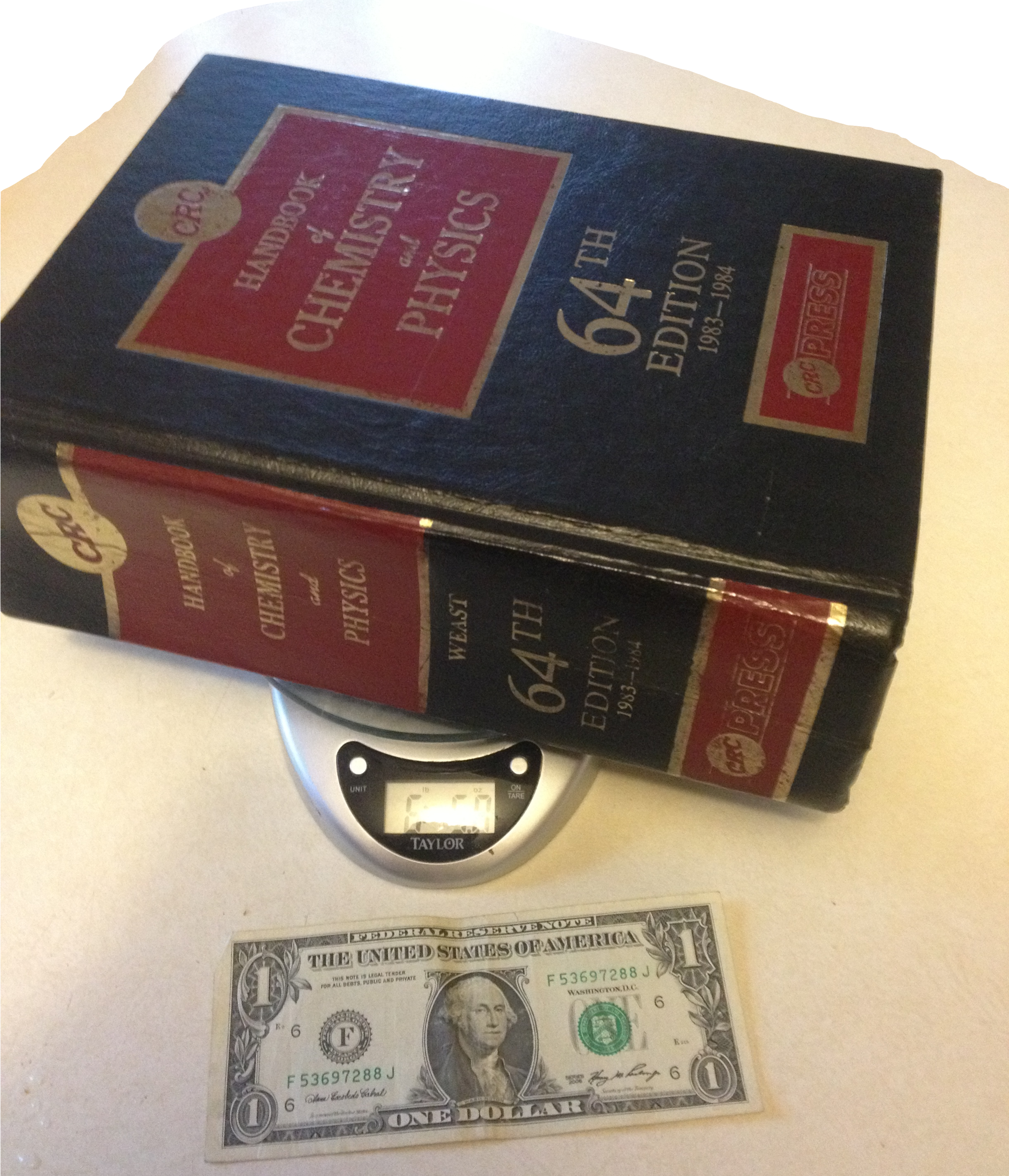
الطبعة الرابعة والستون من سي آر سي المرجعي للكيمياء والفيزياء مع ورقة بالدولار الأمريكي لمقارنة الحجم؛ ويزن

## المحتويات حسب الإصدار
- الإصدار 7
  - الجداول الرياضية
  - الجداول الكيميائية العامة
  - خصائص المادة
  - الحرارة
  - الجداول الرطوبة والبارومترية
  - الصوت
  - الكهرباء والمغناطيسية
  - الضوء
  - جداول متنوعة
  - التعاريف والصيغ
  - الفنون المخبرية والوصفات
  - صيغ التصوير الفوتوغرافي
  - المقاييس والوحدات
  - الطاولات السلكية
  - قوائم الأجهزة
  - مشاكل
  - فِهرِس
- الإصدارات 22-44
  - القسم أ: الجداول الرياضية
  - القسم ب: الخواص والثوابت الفيزيائية
  - القسم ج: الجداول الكيميائية العامة/الثقل النوعي وخصائص المادة
  - القسم د: الحرارة والرطوبة/الصوت/الكهرباء والمغناطيسية/الضوء
  - القسم هـ: الكميات والوحدات/متنوعات
  - فِهرِس
- الإصدارات 45-70
  - القسم أ: الجداول الرياضية
  - القسم ب: العناصر والمركبات غير العضوية
  - القسم ج: المركبات العضوية
  - القسم د: الكيمياء العامة
  - القسم هـ: الثوابت الفيزيائية العامة
  - القسم و: متنوعات
  - فِهرِس
- الإصدارات 71-102[4]
  - القسم الأول: الثوابت الأساسية، والوحدات، وعوامل التحويل
  - القسم الثاني: الرموز، والمصطلحات، والتسميات
  - القسم الثالث: الثوابت الفيزيائية للمركبات العضوية
  - القسم الرابع: خواص العناصر والمركبات غير العضوية
  - القسم 5: الكيمياء الحرارية والكيمياء الكهربائية والحركية (أو الكيمياء الحرارية والكهربائية وكيمياء المحاليل)
  - القسم 6: خصائص السوائل
  - القسم السابع: الكيمياء الحيوية
  - القسم الثامن: الكيمياء التحليلية
  - القسم 9: التركيب الجزيئي والتحليل الطيفي
  - القسم العاشر: الفيزياء الذرية والجزيئية والبصرية
  - القسم 11: الفيزياء النووية وفيزياء الجسيمات
  - القسم 12: خواص المواد الصلبة
  - القسم 13: خصائص البوليمر
  - القسم 14: الجيوفيزياء، والفلك، والصوتيات
  - القسم 15: البيانات المخبرية العملية
  - القسم 16: معلومات الصحة والسلامة[5]
  - الملحق أ: الجداول الرياضية
  - الملحق ب: أرقام تسجيل المركب الكيميائي، والصيغ الجزيئية للمواد غير العضوية (الإصدارات 72-75)
  - الملحق ب: مصادر البيانات الفيزيائية والكيميائية (الإصدار 83-)
  - فِهرِس

## روابط خارجية
- نسخة PDF للطبعة الثامنة الصادرة عام 1920
- دليل الكيمياء والفيزياء عبر الإنترنت (الاشتراك مطلوب)
- الجداول التي تم نقلها أو إزالتها من دليل CRC للكيمياء والفيزياء، الإصدارات من 71 إلى 87